# رناتا تومانووا
رناتا تومانووا (چکی: Renáta Tomanová؛ زادهٔ ۹ دسامبر ۱۹۵۴) یک تنیس‌باز اهل چکسلواکی است.